# 25 Korpus Armijny (ZSRR)
25 Korpus Armijny (ros. 25-й армейский корпус) – wyższy związek taktyczny Armii Radzieckiej z okresu zimnej wojny.

## Struktura organizacyjna
W 1989
- dowództwo
- 87 Dywizja Zmechanizowana[a]
- 199 Dywizja Zmechanizowana[b]
- 921 pułk artylerii